# Live and zen
『live and zen』（ライブ・アンド・ゼン）は、日本のロックバンドである一風堂のライブ・アルバム。
1984年7月21日にEPIC・ソニーレコードからリリースされた。4枚目のオリジナル・アルバム『NIGHT MIRAGE』（1983年）以来1年振りとなる作品であり、プロデュースは土屋昌巳が担当している。1983年に実施されたコンサートツアー「ファイル・ツアー」から6月6日および6月7日の中野サンプラザ公演の模様を収録、当日演奏された16曲の中から10曲が収録されている。メンバーの脱退により一風堂は2人編成となっていたが、ゲスト・ミュージシャンとして元ジャパンのスティーヴ・ジャンセンおよびリチャード・バルビエリのほか、イギリスのベーシストであるパーシー・ジョーンズが参加している。
収録曲はアルバム『NIGHT MIRAGE』からの選曲を中心に、土屋のソロ・アルバム『RICE MUSIC』（1982年）および見岳章のソロ・アルバム『OUT OF REACH』（1983年）からも選曲されている。本作のリリースを最後に一風堂は活動休止状態となったため、新作としては本作が最後の作品となった。

## 背景
1982年7月21日にリリースされた一風堂のシングル「すみれ September Love」はカネボウ化粧品のコマーシャルソングとして使用され、イメージ・キャラクターとして起用されたアメリカ合衆国の女優であるブルック・シールズの出演も話題となり、ヒット・チャートのランキングを上昇し始める。10月1日からイギリスのロックバンドであるジャパンの解散コンサートツアー「SONS OF PIONEER TOUR」が開始され、土屋はギタリストとして12月16日まで同ツアーに参加することとなる。ツアー中の10月22日には「すみれ September Love」がオリコンシングルチャートにて2位となり、また同曲のヒットを受けてリリースされたベスト・アルバム『LUNATIC MENU』（1982年）はオリコンアルバムチャートにて3位となる。同曲の大ヒットによりTBS系音楽番組『ザ・ベストテン』（1978年 - 1989年）や日本テレビ系音楽番組『ザ・トップテン』（1981年 - 1986年）などに頻繁に出演するようになったが、土屋はツアー中で海外に滞在していることが多かったためスタジオ出演は主に見岳章および藤井章司の2名のみとなるケースが多くなった。12月1日には見岳のソロ・シングル「君は完璧さ」がリリースされ、12月10日には一風堂の2枚目となるベスト・アルバム『SOME-TIMES』および7枚目のシングル「アイ・ニード・ユー」がリリースされる。しかし当時の土屋はジャパンのドラマーであったスティーヴ・ジャンセンと時間を共にする機会が多かったことから、同年を以ってドラムス担当の藤井章司が一風堂を脱退、以後一風堂は2人編成となる。
1983年2月に見岳はソロ・アルバムのレコーディングのために渡英、3月には土屋がアレンジを担当した山口美央子の3枚目のアルバム『月姫 MOONLIGHT PRINCESS』（1983年）がリリースされる。4月21日にはサントリー「CANジンフィズ」のコマーシャルソングとして使用された8枚目のシングル「アフリカン・ナイツ」および見岳のソロ・アルバム『OUT OF REACH』がリリースされる。その後様々なバンドのジョイントによるコンサートツアー「ファイル・ツアー」に一風堂も参加し、4月29日の函館市民会館公演を皮切りに6月9日の熊本市民会館公演まで、16都市全19公演が実施された。同年5月には鋤田正義による土屋の写真集『Alone』が発売されたほか、土屋が参加したジャパンのライブ・アルバム『オイル・オン・キャンヴァス』（1983年）がリリースされた。7月1日には4枚目のアルバム『NIGHT MIRAGE』（1983年）がリリースされ、9月21日にはリカットとしてシングル「ドリームス・オブ・ザ・ジプシーズ」がリリースされた。10月には土屋が出演した映画『沙耶のいる透視図』（1986年）の記者発表が行われた。1984年4月1日にはダイヤトーン「ロボティL-7」のコマーシャルソングとして使用されたシングル「ムーンライト・マジック」がリリースされた。6月1日にはAGFコーヒー「マキシム」のコマーシャルソングとして使用された土屋初のソロ・シングル「スターライト・シャワー」がリリースされ、イギリスで撮影されたミュージック・ビデオが制作された。

## 録音、構成
本作は同年に実施されたコンサートツアーである「ファイル・ツアー」から、1983年6月6日および6月7日に行われた中野サンプラザ公演の模様を収録している。「ファイル・ツアー」は「ファイル#1」がTHE MODSとパールハーバー・ウィズ・チューダーズ、マイキー・ドレッド、「ファイル#2」が一風堂とデヴィッド・ヴァン・ティーゲムという2つの組み合わせが交互の日程で登場するという変則的なライブコンサートであった。THE MODSとの共演になった経緯は、森山達也を始めメンバーと同じ事務所であり懇意にしていたことから実現することとなった。しかし土屋はTHE MODSと共にステージに上がることには否定的であったため、交互の日程でそれぞれが登場する形態にしたと述べている。同ツアーには小学館の月刊誌『写楽』がスポンサーとして付いていたため大がかりなセットが可能となり、「ファイル#1」と「ファイル#2」では舞台そのものも変更していた。また当時マネージャーであった財津尚弘によれば、ティーゲムのブッキングは土屋自らが行っていたという。
一風堂のメンバーは土屋および見岳に加え、パーシー・ジョーンズ（ベース）、スティーヴ・ジャンセン（ドラムス）、リチャード・バルビエリ（キーボード）という5人編成であった。見岳とバルビエリは両名ともキーボード担当であったが、バルビエリが空間を描写して見岳が音楽的なフレーズを弾くという区分けが出来ていたため見岳は「非常にやりやすかったです」と述べている。ジョーンズはアーティスト気質であり単純なフレーズを好まないため、演奏したがらないケースがあり説得が大変であったと見岳は述べている。コンサート会場には一風堂の従来のファンのほかに「すみれ September Love」によって生まれた浮動層、当時解散したばかりであったジャパンのメンバーが2人参加していることからおおよそ3種類のファンが混在する形となり、聴衆のリアクションにも混乱が生じたと言われている。また、一部の曲では手弾きが不可能であったことからテープ再生によるものとなっている。
「ファイル・ツアー」におけるセットリストは下記の通りとなっている。また、初期のアルバム曲は本作には未収録となっている。
1. Plant's Music（オープニング）
2. Listen To Me
3. ふたりのシーズン
4. Magic Vox
5. アフリカン・ナイツ
6. 僕の心に夏の雨
7. ロンリー・シーライオン
8. Violation
9. ジャーマン・ロード
10. “Sail On”
11. Secret Party
12. ナイト・イン・ザ・パーク
13. ライス・ミュージック
14. すみれ September Love
15. タオ・タオ
16. ムーンライト・マジック

## リリースと活動休止
本作は日本国内において1984年7月21日にEPIC・ソニーレコードからLPおよびCTとしてリリースされた。LPの帯に記載されたキャッチフレーズは「Japanのスティーブ・ジャンセン、リチャード・バルビエリ他をゲストに迎えた — 一風堂初のライブ・アルバム」であった。リリース当時は土屋のソロ作品である12インチ・シングル「スターライト・シャワー (Special Re-Mix)」との2枚組となっていた。「スターライト・シャワー」は後の土屋のソロ・アルバム『TOKYO BALLET』に繋がるようなポップな曲調であり、B面曲となった「"AQUA" NOSTALGY」は実験的なインストゥルメンタルとなっている。また、本作は同年にオランダにおいてもリリースされた。
本作リリース後に土屋はソロ活動を本格的に開始、それに従い一風堂としての活動は休止状態となったため、本作が新作としては最後のリリースとなった。しかし、一風堂としての正式な解散宣言は一度も行われていない。当時の状況について土屋は正式な解散宣言は行っていないものの、見岳も解散を意識していたのではないかと推測しており、また土屋はすでに次のプロジェクトが決定していたため感傷的な感覚はなかったと述べている。当時の一風堂がニュー・ウェイヴというムーブメントをリアルタイムで体現した唯一のバンドであると問われたことに対し、土屋はこれを肯定し日常の変化が激しく激動の最中であったことに触れた上で、その速度に追従していたのが一風堂であると述べている。雑誌編集者である田中雄二は、一風堂が「土屋昌巳の音楽プランのために結成された」バンドであると述べた上で、一風堂がバンド形態からユニットへと変化し、その後「テクノロジーの力を借りたソロ形態へと進化」していったと述べている。
2006年12月20日にはボックス・セット『MAGIC VOX: IPPU‐DO ERA 1979–1984』においてデジタル・リマスタリング版として初CD化され、12インチ・シングルに収録されていた2曲はアルバム末尾に収録、さらにボーナス・トラックとして「ムーンライト・マジック」のB面曲であった「LONELY SEA LION（Live from "File Tour 1983")」と通常盤シングル「スターライト・シャワー」のB面曲であった「B-Side Passion」、未発表であった「ジャーマン・ロード」のライブテイクが収録されている。

## 批評
雑誌編集者である田中雄二は、本作のタイトルである「live and zen」の「zen」が「then」ではないことに対して「グループの終焉を達観しているよう」であると述べ、またイギリスでヒットした「ふたりのシーズン」や日本国内で大ヒットとなった「すみれ September Love」、土屋のソロ・アルバム『RICE MUSIC』（1982年）から「SECRET PARTY」、見岳のソロ・アルバム『OUT OF REACH』（1983年）から「VIOLATION」がそれぞれ選曲されていることに対して「後期一風堂の代表曲を網羅している」と指摘している。その他、複雑なアンサンブルはテープを使用していることや、映像やパントマイムを交えたコンセプト・ライブであったことから音源のみでは臨場感が伝わりにくいとして否定的に評価した。

## 収録曲
- CD付属の歌詞カードに記載されたクレジットを参照[17]。また、1、5、7、9曲目およびボーナストラックの13、16曲目はインストゥルメンタルとなっている。

| #         | タイトル             | 作詞                 | 作曲                 | 編曲      | 時間  |
| --------- | -------------------- | -------------------- | -------------------- | --------- | ----- |
| 1.        | 「開幕」             |                      |                      |           | 1:09  |
| 2.        | 「LISTEN TO ME」     | 糸井重里             | 見岳章               | 見岳章    | 4:27  |
| 3.        | 「ふたりのシーズン」 | ロッド・アージェント | ロッド・アージェント | 土屋昌巳  | 3:48  |
| 4.        | 「MAGIC VOX」        | 土屋昌巳             | 土屋昌巳、見岳章     | 見岳章    | 4:35  |
| 5.        | 「幕間」             |                      |                      |           | 0:27  |
| 6.        | 「SECRET PARTY」     | ジャイルズ・デューク | 土屋昌巳             | 土屋昌巳  | 3:40  |
| 7.        | 「VIOLATION」        |                      | 見岳章               | 見岳章    | 3:20  |
| 合計時間: | 合計時間:            | 合計時間:            | 合計時間:            | 合計時間: | 21:26 |

| #         | タイトル                     | 作詞                 | 作曲      | 編曲      | 時間  |
| --------- | ---------------------------- | -------------------- | --------- | --------- | ----- |
| 8.        | 「アフリカン・ナイツ」       | 仲畑貴志             | 土屋昌巳  | 土屋昌巳  | 4:52  |
| 9.        | 「RICE MUSIC」               |                      | 土屋昌巳  | 土屋昌巳  | 5:07  |
| 10.       | 「すみれ September Love」    | 竜真知子             | 土屋昌巳  | 土屋昌巳  | 3:46  |
| 11.       | 「ナイト・イン・ザ・パーク」 | ジャイルズ・デューク | 土屋昌巳  | 土屋昌巳  | 5:49  |
| 合計時間: | 合計時間:                    | 合計時間:            | 合計時間: | 合計時間: | 19:34 |

| #         | タイトル                                    | 作詞       | 作曲      | 編曲      | 時間  |
| --------- | ------------------------------------------- | ---------- | --------- | --------- | ----- |
| 12.       | 「スターライト・シャワー (Special Re-Mix)」 | 来生えつ子 | 土屋昌巳  | 土屋昌巳  | 4:53  |
| 13.       | 「“AQUA”NOSTALGY」                          |            | 土屋昌巳  | 土屋昌巳  | 8:07  |
| 合計時間: | 合計時間:                                   | 合計時間:  | 合計時間: | 合計時間: | 13:00 |

| #         | タイトル                                         | 作詞      | 作曲      | 編曲      | 時間  |
| --------- | ------------------------------------------------ | --------- | --------- | --------- | ----- |
| 14.       | 「LONELY SEA LION（Live from "File Tour 1983")」 | 土屋昌巳  | 土屋昌巳  | 土屋昌巳  | 5:03  |
| 15.       | 「B-Side Passion」                               | 土屋昌巳  | 土屋昌巳  | 土屋昌巳  | 3:33  |
| 16.       | 「ジャーマン・ロード (Live Version)」            |           | 土屋昌巳  | 土屋昌巳  | 6:11  |
| 合計時間: | 合計時間:                                        | 合計時間: | 合計時間: | 合計時間: | 14:47 |

## スタッフ・クレジット

### アルバム
- CDインナーカバーに記載されたクレジットを参照[17]。

#### 一風堂
- 土屋昌巳 – ボーカル、ギター、シンセサイザー、ピアニカ
- 見岳章 – アコースティック・ピアノ、シンセサイザー、ヴァイオリン、コーラス

#### 参加ミュージシャン
- スティーヴ・ジャンセン – ドラムス
- リチャード・バルビエリ – シンセサイザー
- パーシー・ジョーンズ – フレットレスベース
- デヴィッド・ヴァン・ティーゲム（英語版） – オープニング・アクト

#### スタッフ
- 土屋昌巳 – プロデュース
- 伊東俊郎 – エンジニア
- 大森政人 – アシスタント・エンジニア
- 森岡徹也 – アシスタント・エンジニア
- 川部修久 – アシスタント・エンジニア
- ハービー・山口 – フロントカバー写真
- 高橋伸明 – デザイン

### 12インチ・シングル
- CD付属の歌詞カードに記載されたクレジットを参照[17]。

#### 参加ミュージシャン
「スターライト・シャワー」
- 土屋昌巳 – ボーカル、ベース、コーラス、シンセサイザー、ギター
- 見岳章 – アコースティック・ピアノ
- 村上“ポンタ”秀一 – ドラムス
- 藤井丈司 – "Compu Plants System"
- 三枝成章 – オーケストラ・アレンジメント
- 篠崎ストリングス – ストリングス

「"AQUA" NOSTALGY」
- いとうかずお – "REAL" Water SE
- ヤン富田 – "REAL" スチールドラム
- 土屋昌巳 – その他楽器

#### スタッフ
- 土屋昌巳 – プロデュース、バックカバー写真
- 伊東俊郎 – エンジニア
- 伊藤隆司 – アシスタント・エンジニア
- 鋤田正義 – バックカバー写真
- 高橋伸明 – デザイン
- 須藤洋子 – スタイリング、ヘアー&メイク・アップ
- IPPU-DO PROJECT – マネージメント・オフィス
- T.Zaitsu – ディレクター
- G.Fujisawa – ディレクター

## リリース日一覧
| No. | 地域     | リリース日     | レーベル                                 | 規格    | カタログ番号  | 最高順位 | 備考                                                                                | 出典          |
| --- | -------- | -------------- | ---------------------------------------- | ------- | ------------- | -------- | ----------------------------------------------------------------------------------- | ------------- |
| 1   | 日本     | 1984年7月21日  | EPIC・ソニー                             | 2枚組LP | 35・3H-135～6 | -        |                                                                                     | [ 16 ]        |
| 2   | 日本     | 1984年7月21日  | EPIC・ソニー                             | 2本組CT | 35・6H-116～7 | -        |                                                                                     |               |
| 3   | オランダ | 1984年         | エピック・レコード                       | LP      | EPC 26319     | -        |                                                                                     |               |
| 4   | 日本     | 2006年12月20日 | ソニー・ミュージックダイレクト／GT music | CD      | MHCL-1025     | -        | ボックス・セット『MAGIC VOX: IPPU‐DO ERA 1979–1984』収録 デジタル・リマスタリング盤 | [ 18 ] [ 19 ] |